# دیونیزیو روژانو
دیونیزیو روژانو (انگلیسی: Dioni؛ زادهٔ ۲۱ دسامبر ۱۹۸۹) بازیکن فوتبال اهل اسپانیا است که در پست مهاجم برای آتلتیکو بالییارس بازی می‌کند.